# Pomadasys auritus
Pomadasys auritus is een straalvinnige vissensoort uit de familie van grombaarzen (Haemulidae). De wetenschappelijke naam van de soort is voor het eerst geldig gepubliceerd in 1830 door Cuvier.